# Tallvitmossa
Tallvitmossa (Sphagnum capillifolium) är en vitmossa vars huvud ofta växlar i rött. Stammen är ljus och kan bli ca 10 cm. Tallvitmossan växer hela Norden i tallskog. Tallvitmossan är vanligen solitär.